# Гайна (полководец)
Га́йна (Гайна́с; др.-греч. Γαϊνᾶ, Γαΐνης, Γαϊνᾶς; погиб в 401) — византийский полководец, военный магистр; в 399—400 годах — организатор неудачного мятежа против императора Аркадия.

## Биография
Гайна — гот или скиф по происхождению, стал римским подданным и поступил на воинскую службу к императору Западной Римской империи. Гайна быстро достиг высших должностей и стал предводителем Римской пехоты и конницы. На высшие командные должности Гайна назначал готов, и по этой причине пользовался поддержкой в войске. В это время шло соперничество между Флавием Стилихоном — фактическим правителем Западной Римской империи при Гонории и Флавием Руфином — преторианским префектом Феодосия Великого в Константинополе, опекуном при его сыне Аркадии. Руфин стремился стать императором в Восточной Римской империи, а Стилихон стремился убить Руфина и подчинить себе Восточную Римскую империю. Для осуществления своей цели Стилихон уговаривает императора Гонория послать войско в помощь своему брату Аркадию для защиты от страданий людей на Востоке. 27 ноября 395 года было послано войско, во главе которого был Гайна. Гайна с воинами прибыл в Константинополь. Но император Аркадий по совету Руфина решил принять воинов за городом. Во время речи Аркадия Гайна со своими войнами лежали ниц, в знак почтения к василевсу. После окончания речи императора по сигналу Гайны воины вскочили, окружили Руфина и поразили его своими мечами. Один отсек его правую руку, другой — левую, а кто-то ещё обезглавил тело. Воины разошлись, напевая победный пэан, насмехались и издевались над поверженным Руфином. Воины Гайны взяли отрубленную голову, вложили ей в рот камень и носили, воткнув на копьё; они носили и кисти рук Руфина, обошли вокруг Константинополя, приговаривая: «Дайте ненасытному!», требуя от каждого жителя, чтобы они заплатили деньги за свое избавление от тирана Руфина. Жители охотно давали деньги за это зрелище и воины собрали крупную сумму денег.

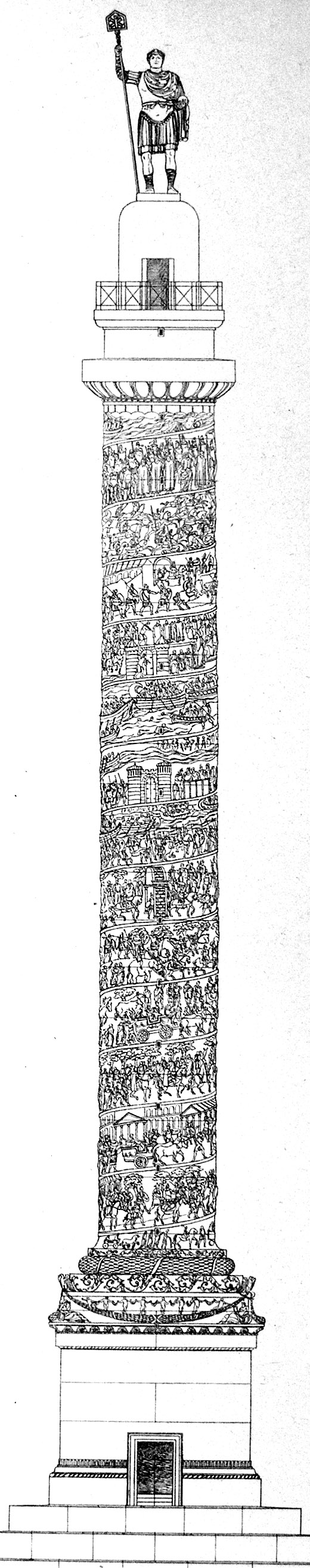
Колонна Аркадия, рельефы показывают поражение Гайны.

После этого убийства власть при дворе в Константинополе переходит к фавориту императора Аркадия, евнуху Евтропию. Гайна остался в столице на должности военного магистра. Зосим пишет о том, что Гайна не обладал ни честью, ни деловыми качествами, но имел ненасытность к взяткам; Гайну особенно возмущало то, что все деньги стекались к Евтропию.
Феодорит Кирский сообщает о следующем: Гайна был арианином и просил императора Аркадия отдать для молитвенных собраний готам-арианам один из православных храмов в столице. Император за советом обратился к Иоанну Златоусту. Святитель дал следующий ответ василевсу: : «Не делай такого обещания, Государь, не приказывай отдавать святая псам (Мф. 7:6). Я не допущу, чтобы исповедующие и прославляющие Бога-Слово, выведены были из божественного храма и сдали его хулителям Христа. Да не бойся этого варвара, Государь, но, призвав обоих нас — меня и его, спокойно слушай, что будет говорено. Я обуздаю его язык и заставлю не требовать того, чего не следует отдавать». На следующий день император пригласил к себе Иоанна и Гайну. Златоуст объяснил готу, что для него открыт любой храм; и напомнил ему кем он был раньше и как он жил раньше. Впоследствии Златоуст в качестве посла императора ездил к Гайне в Фракию. Гайна встретил его, приложил руку его к своим очам, а детей наклонил к священным его коленам.
Гайна стремится к власти и для этого заключает тайный союз, его союзником стал его же соотечественник — гот и римский тысяченачальник (хилиарх) Требигильд, командовавший по указу императора варварскими войсками, стоявшими во Фригии.
Трибигильд покинул Константинополь, делая вид, что направляется во Фригию, чтобы сделать смотр перед своими войсками. Когда же Требигильд принял командование над ними, он начал убивать мужчин, женщин и детей, и грабя всё на своем пути. Трибигильд разорил Лидию, собрал огромное войско и вся Азия оказалась в серьёзной опасности. Император Аркадий передал контроль над всем государством Евтропию, а последний назначил Гайну и Льва полководцами. Лев отправился в Азию, чтобы напасть на войско Требигильда, а войско Гайны должно было встретить врагов во Фракии и на Геллеспонте. Лев не имел военного опыта, а был лишь другом Евтропия.
Гайна, который был в тайном союзе с Трибигильдом, отдал приказ Трибигильду вести его войско к Геллеспонту, а своё войско повёл к Константинополю. Трибигильд решил не идти к Геллеспонту из страха поражения, а отправился грабить Писидию. Гайна со своим войском опустошил окрестности столицы, понёс значительные потери и отступил. Во время военных событий Гайна делал вид, что он активно воюет с Трибигильдом; но на самом деле Гайна помогал Трибигильду, каждый раз спасая его армию от разгрома. Гайна постоянно хвалился своими успехами перед императором, а также терроризировал сенат и весь двор своими угрозами, что Трибигильд нападет на область Геллеспонта и разорит всё, если только император серьёзно не задумается над требованиями врага.
План Гайны состоял в том, чтобы скрыть свои собственные намерения, он хотел достичь своих целей путем уступок Трибигильду. Находясь в действующей армии, Гайна решил уничтожить Евтропия руками василевса. Для этой цели он посылает к императору письмо, в котором пишет о том, что он не может победить сильного противника Трибигильда из-за того, что ему мешает Евтропий — виновник всех бедствий. Поддавшись уговорам Гайны, император арестовывает Евтропия и ссылает его на Кипр. Гайна настаивает на том, что пока Евтропий не будет устранен с пути, то Трибигильд не уступит в переговорах. Аркадий привозит Евтропия с Кипра, отправляет его в Халкидон, а затем евнуха Евтропия убивают. Император наконец понимает, что Гайна действует в союзе с Трибигильдом, но василевс бессилен и вынужден идти на постоянные уступки по отношению к Гайне.
В итоге готы двумя корпусами — Гайна на Вифинию, Трибигильд — на Геллеспонт, идут в наступление, грабя всё на своем пути. После того как Гайна взял Халкидон, а Трибигильд — окрестности Лампсака, Константинополь и вся Восточная Римская империя оказались в большой опасности. Гайна требует к себе императора для переговоров. Аркадий решил заключить политический и военный союз с Гайной, император изъявил свою готовность служить Гайне словом и делом. Гайна потребовал в заложники двух первейших сенаторов, облеченных в консульское достоинство, Сатурнина и Аврелиана. Император отдал двух ипатов Гайне. Ипаты Сатурнин и Аврелиан были переданы Гайне далеко за Халкидоном в месте, называемом ипподром. В самом Халкидоне Аркадий и Гайна встречаются, идут вместе в церковь, где лежат мощи великомученицы Евфимии, и в храме дают друг другу клятву, что не будут злоумышлять один против другого. В Халкидоне василевс и Гайна договорились о том, что Гайна и Трибигильд беспрепятственно переправятся из Азии в Европу. Гайна вступает со своими воинами в Константинополь, в столице он внедрил своих людей повсюду так, что в городе не было даже дворцовой охраны, а также тайно приказал своим воинам: когда они увидят, что воины императора покинули город, немедленно захватить его, пока он пребывает беззащитным, и передать ему высшую власть над городом. Для поправления пошатнувшегося здоровья Гайна покидает столицу. Во время его отсутствия в городе поднимается восстание, местные жители вместе с воинами императора вырезают воинов Гайны. Более семи тысяч воинов Гайны нашли убежище, спрятавшись в христианской церкви около дворца. По приказу императора крышу церкви над алтарём разбирают, а затем сверху на людей кидают горящие головешки, в результате чего их всех сжигают, и в итоге освобождают столицу. Гайна с оставшимися воинами по дороге во Фракию обнаружил, что города охраняются воинами императора и местными жителями и защищены стенами. За стенами города ничего не осталось, кроме травы, всё продовольствие, животные и снаряжение были перемещены жителями за стены городов. Гайна решил покинуть Фракию и направиться в Херсонес Фракийский, чтобы перейти через Геллеспонт снова в Азию. Сенат и император выбрали язычника Фравитту полководцем в войне против Гайны. Фравитта начал чинить препятствия Гайне и предотвратил его переход через Геллеспонт в Азию. Гайна проложил себе выход в Херсонес Фракийский через Длинную Стену и расставил своих варваров вдоль Фракийских вершин от Пария до Лампсака, Абидоса и проливов. Фравитта плавал вдоль побережья Азии, днем и ночью следя за передвижениями войска Гайны. Гайна с воинами из-за нехватки продовольствия, начали вытесывать бревна из херсонесского леса, которые они скрепляли очень тщательно для того, чтобы лодки, сделанные из них, могли выдержать людей и лошадей. На собранные плоты Гайна погрузил людей с их лошадьми, чтобы перевезти их вниз по течению. Фравитта начал свою атаку против Гайны, имея преимущество перед врагом. Его превосходство заключалось в корабле с бронзовым носом. Фравитта таранил плоты и потопил много противников. Гайна немного отклонился от курса в Херсонес Фракийский и вошел во внутреннюю Фракию. Фравитта не стал преследовать Гайну, на решил восстановить силы своего войска. Император принял Фравитту и даровал ему должность консула. Гайна вернулся с оставшимися воинами к Дунаю, где обнаружил Фракию разграбленной после предыдущих набегов на неё. Он так и оставил всю страну опустошенной, как было до него. Ему было страшно, что другая римская армия могла последовать за ним и атаковать оставшихся у него людей; он также подозревал, что римляне могли все же его сопровождать. Подозревая что его могут преследовать Гайна решил убить всех римлян, пока они не опередили его намерение. После этого Гайна пересёк Дунай, намереваясь попасть и свою страну и провести там остаток жизни. Удьдис, вождь гуннов решил порадовать Римского императора, прогнал Гайну и подготовился встретить его в битве. Армии готов и гуннов много раз вступали в бой, было несколько сражений между противоборствующими сторонами. Готы потерпели поражение, Гайна был убит в битве. Ульдис, вождь гуннов, приказал отрубить голову мёртвому Гайне, засолил её, и послал голову императору в Константинополь, за что был награждён.